# 伊特鲁里亚

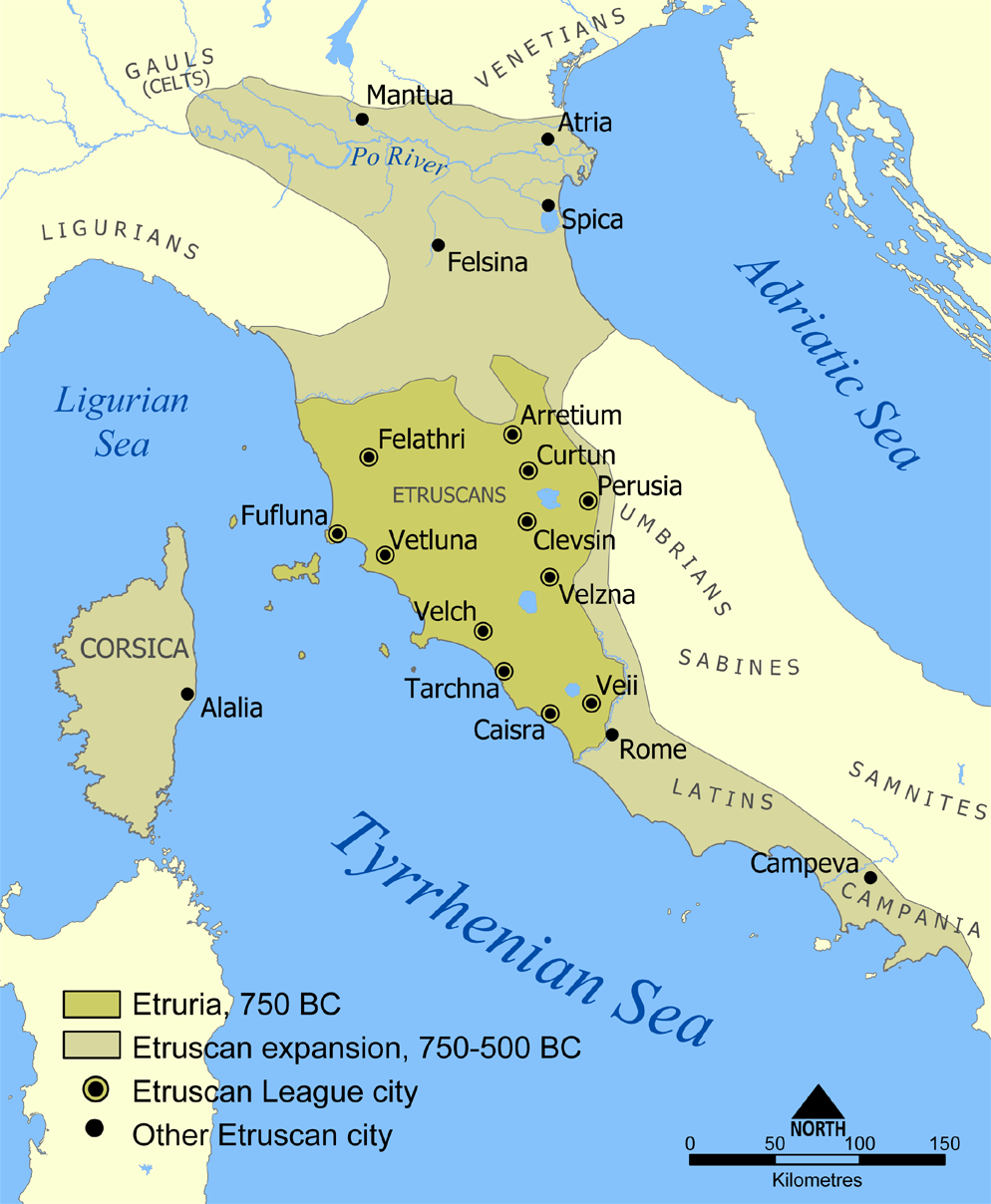
伊特拉斯坎文明的覆蓋範圍

伊特鲁里亚（意大利文：Etruria），又译作伊特拉斯坎、伊特鲁利亚、埃特鲁里亚、伊楚利亞，是位于意大利中部的古代城邦国家，地理范围涵盖了现今的托斯卡纳、拉吉歐与翁布里亚。公元前6–7世纪之间，城邦范围由波河河谷直至坎帕尼亚大区。伊特鲁里亚被认为是伊特拉斯坎人的国家，后被罗马人吞并，古罗马的伊特鲁里亚時期是其鼎盛时期。
伊特拉斯坎語不属于印欧语系，但目前对该语言所知甚少，尚不能解读。拉丁字母来自伊特拉斯坎字母。

## 经济
伊特鲁里亚存在的时期重要的经济资源有：
- 卡拉拉的大理石矿（常为白底蓝纹）矿产丰富且质量上乘，为罗马及其它意大利城市的建筑主体或立柱的主要用材。
- 木板加工工艺发展水平很高，原材料多来自蒂雷尼亚山区的树林。受益于流向第勒尼安海的河流航运再转向台伯河的便利，主要供应给罗马的造船及房屋建造业。
- 厄尔巴岛的铁矿当时被转移到大陆来进行冶炼和加工。
- 波普罗尼亚盛产金枪鱼。

此区域还拥有丰富的温泉资源，因为接近罗马，所以引来很多的人流前来沐浴。